# Karlo Bilić
Karlo Bilić (Spalato, 6 settembre 1993) è un calciatore croato, difensore del Rudar Velenje.

## Carriera
Il 1º febbraio 2019 viene acquistato a titolo definitivo dalla squadra croata del Sebenico.

## Statistiche

### Presenze e reti nei club
Statistiche aggiornate al 16 febbraio 2021.
| Stagione        | Squadra         | Campionato      | Campionato | Campionato | Coppe nazionali | Coppe nazionali | Coppe nazionali | Coppe continentali | Coppe continentali | Coppe continentali | Altre coppe | Altre coppe | Altre coppe | Totale | Totale |
| Stagione        | Squadra         | Comp            | Pres       | Reti       | Comp            | Pres            | Reti            | Comp               | Pres               | Reti               | Comp        | Pres        | Reti        | Pres   | Reti   |
| --------------- | --------------- | --------------- | ---------- | ---------- | --------------- | --------------- | --------------- | ------------------ | ------------------ | ------------------ | ----------- | ----------- | ----------- | ------ | ------ |
| mar.-giu. 2015  | Dugopolje       | 2.HNL           | 1          | 0          | CC              | 0               | 0               |                    | -                  | -                  |             | -           | -           | 1      | 0      |
| 2015-mar. 2016  | Slavija         | PL              | 2          | 0          | CB              | 0               | 0               |                    | -                  | -                  |             | -           | -           | 2      | 0      |
| 2016-2017       | VSS Košice      | 2L              | 23         | 3          | CS              | 1               | 0               |                    | -                  | -                  |             | -           | -           | 24     | 3      |
| 2017-2018       | Podbrezová      | SL              | 11         | 0          | CS              | 0               | 0               |                    | -                  | -                  |             | -           | -           | 11     | 0      |
| feb.-giu. 2019  | Sebenico        | 2.HNL           | 6          | 0          | CC              | 0               | 0               |                    | -                  | -                  |             | -           | -           | 6      | 0      |
| 2019-2020       | Sebenico        | 2.HNL           | 12         | 2          | CC              | 2               | 0               |                    | -                  | -                  |             | -           | -           | 14     | 2      |
| 2020-2021       | Sebenico        | 1.HNL           | 21         | 1          | CC              | 1               | 0               |                    | -                  | -                  |             | -           | -           | 22     | 1      |
| Totale Sebenico | Totale Sebenico | Totale Sebenico | 39         | 3          |                 | 3               | 0               |                    | -                  | -                  |             | -           | -           | 42     | 3      |
| Totale carriera | Totale carriera | Totale carriera | 78         | 6          |                 | 4               | 0               |                    | -                  | -                  |             | -           | -           | 82     | 6      |

## Palmarès

### Club

#### Competizioni nazionali
- 2. Liga: 1

VSS Košice: 2016-2017
- 2. HNL: 1

Sebenico: 2019-2020
- Supercoppa di Malta: 1

Ħamrun Spartans: 2023